# Monte (partido)
Pour les articles homonymes, voir Monte.
Monte ou San Miguel del Monte est un partido de la province de Buenos Aires en Argentine, dont la capitale est San Miguel del Monte. Il fut fondé en 1779. 